# NAA20
NAA20 (англ. N(alpha)-acetyltransferase 20, NatB catalytic subunit) – білок, який кодується однойменним геном, розташованим у людей на короткому плечі 20-ї хромосоми. Довжина поліпептидного ланцюга білка становить 178 амінокислот, а молекулярна маса — 20 368.
| 10         |  | 20         |  | 30         |  | 40         |  | 50         |
| ---------- |  | ---------- |  | ---------- |  | ---------- |  | ---------- |
| MTTLRAFTCD |  | DLFRFNNINL |  | DPLTETYGIP |  | FYLQYLAHWP |  | EYFIVAEAPG |
| GELMGYIMGK |  | AEGSVAREEW |  | HGHVTALSVA |  | PEFRRLGLAA |  | KLMELLEEIS |
| ERKGGFFVDL |  | FVRVSNQVAV |  | NMYKQLGYSV |  | YRTVIEYYSA |  | SNGEPDEDAY |
| DMRKALSRDT |  | EKKSIIPLPH |  | PVRPEDIE   |  |            |  |            |

A: Аланін

C: Цистеїн

D: Аспарагінова кислота

E: Глутамінова кислота

F: Фенілаланін

G: Гліцин

H: Гістидин

I: Ізолейцин

K: Лізин

L: Лейцин

M: Метіонін

N: Аспарагін

P: Пролін

Q: Глутамін

R: Аргінін

S: Серин

T: Треонін

V: Валін

W: Триптофан

Кодований геном білок за функціями належить до трансфераз, ацилтрансфераз. 
Задіяний у такому біологічному процесі, як альтернативний сплайсинг. 
Локалізований у цитоплазмі, ядрі.